# Francis Gillot
Francis Gillot (ur. 9 lutego 1960 w Maubeuge, Francja) – francuski piłkarz grający na pozycji obrońcy oraz trener.

## Kariera
Karierę rozpoczął na początku lat 70 w prowincjonalnym klubie Villiers-Siré-Nicole. W 1974 zasilił Valenciennes FC – w ciągu ośmiu lat rozegrał tam w 93 mecze ligowe, strzelając sześć bramek. Od 1982 do 1993 (z przerwą w sezonie 1988-89) bronił barw RC Lens, w barwach którego rozegrał aż 268 meczów, strzelając dwanaście bramek. Ogółem, w ciągu całej kariery, rozegrał w Ligue 1 287 meczów, strzelając 18 bramek. Zakończywszy, w 1996 roku, karierę, poświęcił się pracy trenerskiej jako opiekun zespołu juniorów FC Sochaux. W 2003 zdobył, ze swoimi podopiecznymi, mistrzostwo Francji drużyn U-17. W latach 2005–07 był, nie odnosząc większych sukcesów, trenerem Lens, od 2 stycznia 2008 do 6 czerwca 2011 pełnił funkcję szkoleniowca pierwszego zespołu FC Sochaux. W latach 2011–2014 pełnił funkcję trenera Girondins Bordeaux. Pracował również w Shanghai Shenhua (2014-2015) i w AJ Auxerre (2017).